# Team Xecuter
Team Xecuter es un grupo de piratas informáticos de videojuegos conocido por fabricar modchips  para consolas de juegos y  jailbreak. Entre los piratas informáticos de consolas, la gran mayoría solo son aficionados que prueban en superar los límites impuestos por el fabricante y creen en el modelo de código abierto, Team Xecuter fue controvertido por vender herramientas de piratería con fines de lucro.  los sistemas a los que apunta el grupo incluyen Nintendo Switch, Nintendo 3DS, NES Classic Edition, Sony PlayStation y Microsoft Xbox.
En septiembre de 2020, Gary "GaryOPA" Bowser y Max "MAXiMiLiEN" Louarn fueron arrestados por diseñar y vender "dispositivos de piratearía", en particular, productos para eludir la protección contra copias de Nintendo Switch, y fueron nombrados, junto con el ciudadano chino Yuanning Chen, en un acusación federal presentada en el Tribunal del Distrito de Seattle en los Estados Unidos, el 20 de agosto de 2020. Cada uno de los tres hombres nombrados en la acusación enfrentó 11 cargos por delitos graves, que incluyen conspiración para cometer fraude electrónico, conspiración para eludir medidas tecnológicas y traficar con dispositivos de elusión, tráfico de dispositivos de elusión y conspiración para cometer lavado de dinero. Bowser manejó las relaciones públicas del grupo, que ha estado en funcionamiento desde "al menos" 2013".  Para octubre de 2021, Bowser se declaró culpable de dos cargos relacionados con la distribución de los dispositivos del team Xecuter, y acordó pagar US$4,5 milliones de dólares de   penalización y continuar trabajando con las autoridades en su investigación continua del Equipo Xecuter a cambio de retirar los otros nueve cargos en su contra.
Nintendo, por separado, comenzó una disputa civil contra Bowser en abril de 2021 relacionada con tres cuentas de contravención de derechos de autor, buscando reparación de daños por $2500 por dispositivo vendido, y $150 000 por cada vulneración de derechos de autor.
Nintendo también ha prevalecido exitosamente en otros pleitos que implican revendedores de chips de Equipo Xecuter.